# Masakr ve stanici metra Charonne

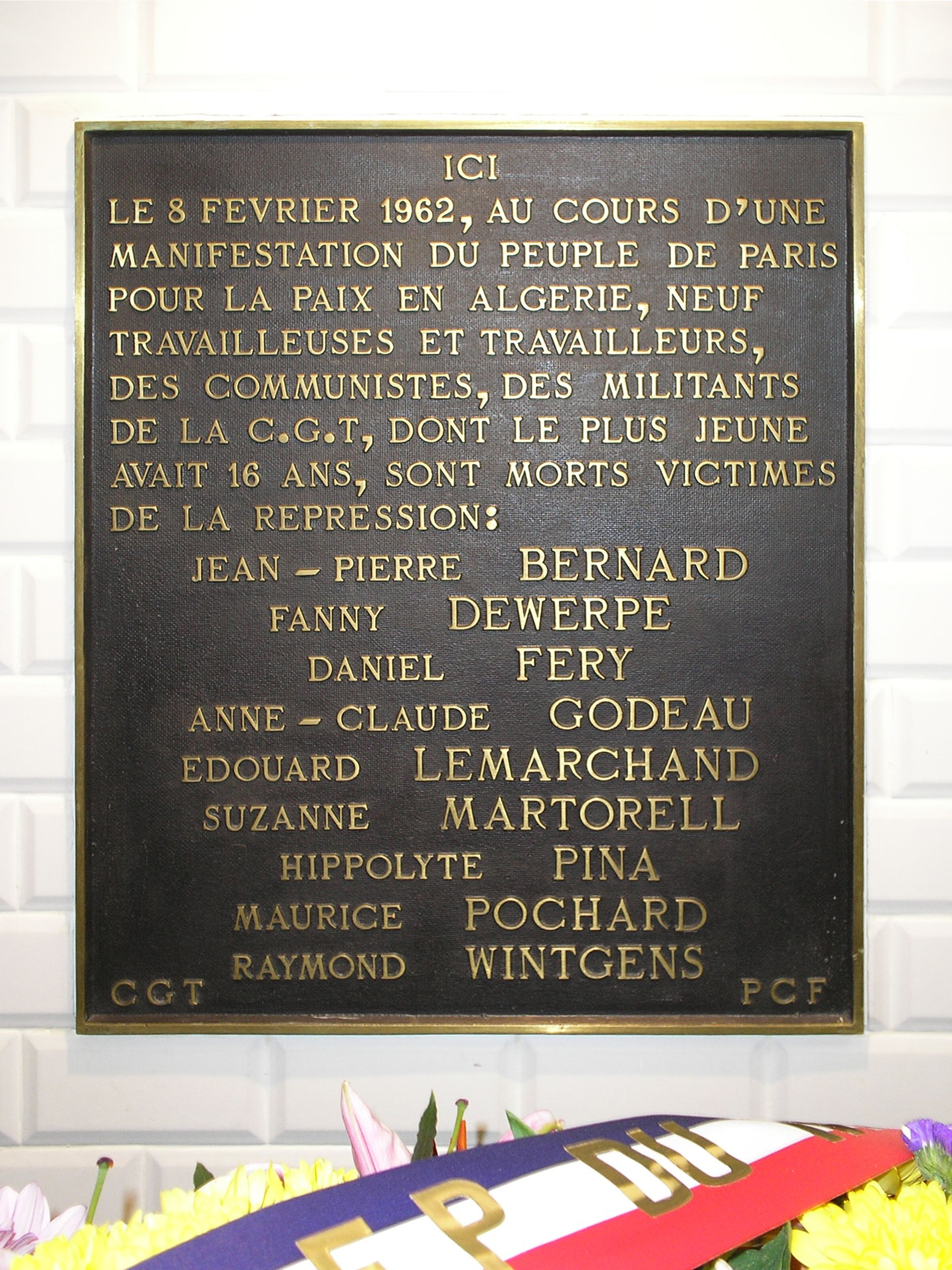
Pamětní deska ve stanici metra

Masakr ve stanici metra Charonne byla nešťastná událost, kdy 8. února 1962 v Paříži zemřelo několik lidí, kteří se snažili ve stanici metra Charonne uprchnout před policií. Jednalo se o účastníky demonstrace proti Alžírské válce. Proti demonstrantům byly v 11. obvodu nasazeny policejní síly.

## Předvečer masakru
Demonstraci proti útokům OAS a proti Alžírské válce oznámily večer 7. února 1962 Všeobecná konfederace pracujících (Confédération générale du travail), Francouzská konfederace křesťanských pracujících (Confédération française des travailleurs chrétiens), odborový svaz učitelů (Fédération de l'Education Nationale), Národní unie studentů ve Francii (Union nationale des étudiants de France) a Francouzská komunistická strana. Demonstrace svolaná na druhý den byla policejními úřady zakázána.

## Průběh masakru
Demonstrace se uskutečnila i přes zákaz. Tehdejší policejní prefent Maurice Papon vydal se souhlasem ministra vnitra a prezidenta Charlese de Gaulle příkaz zabránit demonstracím, popřípadě je rozehnat.
V Paříži se utvořilo několik proudů demonstrantů, které směřovaly na Place de la Bastille, kde se měly všechny setkat. Některé proudy byly ještě před cílem policejními složkami rozpuštěny v pokoji, jiné byly potlačeny silou.
Na křižovatce ulic Rue de Charonne a Boulevard Voltaire se nacházelo asi 4000 osob, když policie začala demonstraci násilně rozehnávat. Někteří demonstranti se před policií běželi schovat do nedaleké stanice Charonne. Někteří se zřítili při pádu na schodech a byli umačkáni masou, několik jich bylo těžce poraněno příslušníky policie, kteří na demonstranty házeli kovové mříže. Další oběti podlehly jiným zraněním, pravděpodobně též od gumových projektilů.

## Oběti
Masakr si vyžádal celkem devět osob ve věku od 16 do 58 let. Osm obětí zemřelo přímo na místě, devátá podlehla těžkým zraněním později v nemocnici.

## Upomínka na masakr
Na stanici metra se nachází pamětní deska na tuto událost. Křižovatka Rue de Charonne a Boulevard Voltaire byla u příležitosti 45. výročí 8. února 2007 přejmenována na Place du 8 Février 1962 (náměstí 8. února 1962). Náměstí nechal přejmenovat tehdejší pařížský starosta Bertrand Delanoë.